# Georges Parent
Georges Parent (ur. 15 września 1885 w Tresserve – zm. 22 października 1918 w Saint-Germain-en-Laye) – francuski kolarz torowy, czterokrotny medalista mistrzostw świata.

## Kariera
Pierwszy sukces w karierze Georges Parent osiągnął w 1907 roku, kiedy zdobył brązowy medal w wyścigu ze startu zatrzymanego zawodowców podczas mistrzostw świata w Paryżu. W zawodach tych wyprzedzili go jedynie jego rodak Louis Darragon oraz Belg Karel Verbist. W tej samej konkurencji Parent zdobył trzy złote medale, na: MŚ w Rzymie (1909), MŚ w Brukseli (1910) oraz MŚ w Rzymie (1911). Ponadto kilkakrotnie zdobywał medale torowych mistrzostw Francji, w tym trzy złote. Nigdy nie wystąpił na igrzyskach olimpijskich.